# Javořina (Naturreservat)
Koordinaten: 48° 51′ 30″ N, 17° 40′ 30″ O
Javořina ist ein am 9. März 1951 ausgerufenes Naturreservat in den Weißen Karpaten in Tschechien. Es hat eine Fläche von 78,27 Hektar in einer Höhe von 825 bis 970 Meter über dem Meeresspiegel. 
Javořina ist geprägt von Ahornwäldern an Steilhängen und andererseits von Buchen- sowie Eschenwäldern an flach verlaufenden Hängen. Der Wald wird nicht bewirtschaftet und hat daher seinen Urwaldcharakter behalten können.  Das Gebiet Vrcholová louka beim Berg Velká Javořina (970 m n.m.) ist in den Weißen Karpaten die einzige Region mit Berg-Borstgraswiesen, allerdings durch Bewirtschaftung in der Vergangenheit ohne ursprüngliche, geschützte Pflanzen.
Die hier lebenden Tiere sind typisch für das Berggebiet der Karpaten. So kommen in den Urwaldgebieten Bergwild, Kriech- und Wassertiere und typischerweise in den Bergen lebende Vögel- und Schmetterlingsarten vor. 
Derzeit ist die Tier- und Pflanzenwelt insbesondere durch den Fremdenverkehr gestört; drei Wanderwege führen durch das Landschaftsschutzgebiet. Auch werden alljährlich an der Grenze zwischen Tschechien und der Slowakei Feierlichkeiten abgehalten.